# PlaysForSure
PlaysForSure är en DRM-standard framtagen av Microsoft, som lanserades 2004 och som 2007 blev en del av "Certified for Windows Vista".